# 埃滕區
埃滕區（西班牙語：Distrito de Eten），是秘魯的一個區，位於該國西北部蘭巴耶克大區的奇克拉約省，面積84.78平方公里，海拔高度5米，2005年人口11,119，人口密度每平方公里130人。